# Casa John Ford
La casa John Ford es una casa histórica ubicada en el condado de Marion, Misisipi, aproximadamente a 20 millas al sur de la ciudad de Columbia, cerca de la comunidad de Sandy Hook. Construida en 1809 por un colono de la zona, la casa es reconocida por el Registro Nacional de Lugares Históricos como un ejemplo de «estilo fronterizo elevado», estructura que era común en ese entonces en el valle del Misisipi, a lo largo del río Pearl. Es conservada en la actualidad por la Sociedad Histórica del Condado de Marion, y está disponible para la vista del público.
También es conocida como Ford Stockade o el Fuerte de Ford.

## Historia
El reverendo John Ford, un colono de Marion, Misisipi, construyó una casa elevada en 1809, 20 kilómetros al sur de Columbia, Misisipi, en una parcela de tierra que en algún momento abarcó aproximadamente 2000 hectáreas. Ford y su esposa hicieron su casa a disposición de los viajeros, sobre todo al general Andrew Jackson, quien se quedó en la casa de Ford en 1814.
Fue el escenario de dos conferencias metodistas en 1814 y 1818. La casa fue comprada por la Sociedad Histórica de Marion en 1962, y fue incluida en el Registro Nacional de Lugares Históricos en 1971.
La casa se conserva en su estado original y está a cargo de la Sociedad Histórica del condado de Marion.